# Karl Ludwig Lindt
Karl Ludwig Lindt (* 20. März 1902 in Darmstadt; † 17. Oktober 1971 in Freiburg im Breisgau) war ein deutsch-amerikanischer Theaterregisseur und Schauspieler bei Bühne, Film und Fernsehen.

## Leben und Wirken
Lindt hatte in den 1920er Jahren als Bühnenschauspieler (u. a. in Würzburg) begonnen und seit den frühen 1930er Jahren, als er am Intimen Theater in Nürnberg engagiert gewesen war, auch Bühnenregie geführt. Weitere Theaterstationen (als Schauspieler wie Spielleiter) waren Schneidemühl, Darmstadt, Gießen, Koblenz und schließlich (in der Frühphase des Zweiten Weltkriegs) Freiburg, wo Lindt sich niederließ. An den dortigen Städtischen Bühnen sollte er fortan sowohl als Regisseur wie als Schauspieler arbeiten. Auch nach dem Krieg setzte er seine Theaterarbeit in Freiburg fort, entschloss sich aber zu Beginn der 1950er Jahre zur vorübergehenden Auswanderung in die Vereinigten Staaten. 
Dort wurde er am 19. August 1954 eingebürgert und fand zwischen 1953 und 1956 sogar Beschäftigung in Hollywood. Seine bekannteste Filmrolle dort wurde der Forscher Dr. Adolph Engelborg in dem Science-Fiction-Klassiker Metaluna IV antwortet nicht. 1956 kehrte Lindt in die Bundesrepublik zurück und fand Beschäftigung sowohl in Fernseh- als auch in Kinofilmen, darunter zwei Adaptionen von Romanen Thomas Manns (Bekenntnisse des Hochstaplers Felix Krull, Buddenbrooks). 1961 war er der Anwalt Dr. Zeidlitz in Billy Wilders überdrehten Komödie Eins, zwei, drei. Danach sah man Lindt fast nur noch in TV-Spielen. Zum Zeitpunkt seines Todes wirkte Karl Ludwig Lindt gerade in der Fernsehserie Pater Brown mit Josef Meinrad in der Titelrolle mit.
Lindt, der sich nach seiner Rückkehr aus Hollywood erneut in Freiburg niedergelassen hatte, war mit Lotte Walter (1903–1970) verheiratet, der Tochter Bruno Walters, und wurde an ihrer Seite nahe Lugano beerdigt.

## Filmografie
- 1953: Gefährliche Überfahrt (Dangerous Crossing)
- 1954: The Lone Wolf (TV-Serie, eine Folge)
- 1955: Metaluna IV antwortet nicht (This Island Earth)
- 1955: The Man Called X (TV-Serie, eine Folge)
- 1956: Abwehr greift ein (Five Steps to Danger)
- 1957: Bekenntnisse des Hochstaplers Felix Krull
- 1958: Zeit zu leben und Zeit zu sterben (A Time to Love and a Time to Die)
- 1959: Buddenbrooks
- 1959: Das Genie und die Göttin
- 1960: Der Frieden unserer Stadt
- 1961: Adieu, Prinzessin
- 1961: Eins, zwei, drei (One, Two, Three)
- 1964: Umbruch
- 1965: Das Haus
- 1966: Der Großtyrann und das Gericht
- 1966: Betty Blue
- 1967: Die Voruntersuchung
- 1967: Walter Rathenau – Untersuchung eines Attentats
- 1968: Meinungsverschiedenheiten
- 1968: Romeo und Jeanette
- 1968: Hinter den Wänden
- 1969: Herr Wolff hat eine Krise
- 1970: Deep End
- 1971: Pater Brown (TV-Serie)